# 2-й Очаковский переулок
Второ́й Оча́ковский переу́лок (до 25 декабря 1961 года — у́лица Чка́лова, до 1960 года — у́лица Чка́лова посёлка Очаково) — переулок в Западном административном округе города Москвы на территории района Очаково-Матвеевское.

## История
Переулок находится на территории бывшего посёлка Очаково, где он назывался у́лица Чка́лова. В 1960 году посёлок Очаково вошёл в состав Москвы, улица вначале сохраняла своё название, а 25 декабря 1961 года для устранения одноимённости была переименована и получила современное название.

## Расположение
2-й Очаковский переулок проходит от Большой Очаковской улицы до Озёрной улицы.

## Примечательные здания и сооружения
По нечётной стороне:
По чётной стороне:

## Транспорт
- Станция Очаково.
- Станции метро «Озёрная», «Мичуринский проспект» (радиальная) и «Мичуринский проспект» (кольцевая).
- По переулку городской общественный транспорт не проходит. От станции метро «Озёрная», далее автобусы 120, 329, с17 до остановки «1-й Очаковский переулок».